# Kendall Brown
Kendall Thomas Brown (Cottage Grove, Minnesota; 11 de mayo de 2003) es un jugador de baloncesto estadounidense que actualmente se encuentra sin equipo. Con 2,01 metros de estatura, juega en la posición de alero.

## Trayectoria deportiva

### Instituto
Como estudiante de segundo año en el East Ridge High School en Woodbury, Minnesota, Brown promedió 17,6 puntos y llevó al equipo a su primera aparición en un torneo estatal. Después de la temporada, fue transferido a la Sunrise Christian Academy en Bel Aire, Kansas. En su último año, ayudó a su equipo a alcanzar el partido por el título de los nacionales GEICO. Fue incluido en las listas de los prestigiosos McDonald's All-American Game, Jordan Brand Classic y Nike Hoop Summit.

### Universidad
Jugó una temporada con los Bears de la Universidad Baylor, en la que promedió 9,7 puntos, 4,9 rebotes, 1,7 asistencias y 1,0 robos de balón por partido. Al término de la misma fue incluido en el mejor quinteto freshman de la Big 12 Conference. El 30 de marzo de 2022 se declaró elegible para el draft de la NBA, renunciando a su elegibilidad universitaria restante.

#### Estadísticas
| Año     | Equipo | PJ | PT | MPP  | %TC  | %3P  | %TL  | RPP | APP | ROB | TPP | PPP |
| ------- | ------ | -- | -- | ---- | ---- | ---- | ---- | --- | --- | --- | --- | --- |
| 2021–22 | Baylor | 34 | 34 | 27.0 | .584 | .341 | .689 | 4.9 | 1.9 | 1.0 | .4  | 9.7 |

### Profesional
Fue elegido en la cuadragésimo octava posición del Draft de la NBA de 2022 por los Minnesota Timberwolves. El 23 de junio los Wolves traspasaron sus derechos del draft a los Indiana Pacers, a cambio de consideraciones en efectivo y una selección de segunda ronda de 2026. En septiembre los Pacers le firman un contrato dual, que le permitirá jugar también con los Fort Wayne Mad Ants de la G League. El 28 de febrero de 2023, tras únicamente seis encuentros con el primer equipo en su temporada rookie, se anunció que se operaría de una fractura por estrés en la tibia derecha y que se perdería lo que resta de temporada.
El 4 de marzo de 2024 renueva con los Pacers su contrato. Fue despedido el 15 de octubre.
El 27 de octubre se une a la plantilla de los Long Island Nets de la G League, y el 25 de febrero de 2025 firma un contrato dual con Brooklyn Nets. Pero fue despedido el 4 de marzo, sin llegar a debutar con los Nets.

## Estadísticas de su carrera en la NBA

### Temporada regular
| Año     | Equipo  | PJ | PT | MPP | %TC  | %3P  | %TL  | RPP | APP | ROB | TPP | PPP |
| ------- | ------- | -- | -- | --- | ---- | ---- | ---- | --- | --- | --- | --- | --- |
| 2022-23 | Indiana | 6  | 0  | 6.7 | .571 | .000 | .500 | 1.0 | .5  | .7  | .0  | 1.5 |
| 2023-24 | Indiana | 15 | 0  | 4.2 | .533 | .000 | .625 | .3  | .3  | .0  | .0  | 1.4 |
| Total   | Total   | 21 | 0  | 4.9 | .545 | .000 | .600 | .5  | .4  | .2  | .0  | 1.4 |

### Playoffs
| Año   | Equipo  | PJ | PT | MPP | %TC  | %3P | %TL | RPP | APP | ROB | TPP | PPP |
| ----- | ------- | -- | -- | --- | ---- | --- | --- | --- | --- | --- | --- | --- |
| 2024  | Indiana | 7  | 0  | 3.5 | .333 | —   | —   | .4  | .3  | .0  | .1  | .6  |
| Total | Total   | 7  | 0  | 3.5 | .333 | —   | —   | .4  | .3  | .0  | .1  | .6  |